# Саломея (телесериал, 2001, Мексика)
«Саломея (оригинальное название; в версии для показа в России — Страсти по Саломее») (исп. Salomé) — мексиканская молодёжная мелодрама с элементами боевика 2001 года производства телекомпании Телевиса, рассказывающая о нелёгкой судьбе танцовщицы Саломеи. «Саломея» является ремейком и продолжением мексиканского телесериала «Колорина» (исп. Colorina) 1980 года с Лусией Мендес в главной роли.

## Содержание
В Мехико рождается красивая девочка Фернанда, от которой отказывается родная мама и судьба делает её очень несчастной, но сильной. Фернанда берётся за любую работу, чтобы заработать деньги. В конце концов она устроилась на работу танцовщицей в ночном клубе и яркими танцами и песнями завлекала мужчин. На эту красивую женщину положил глаз богач Хулио Монтесино, который неудачно женился на своей жене Анхеле, которая впоследствии очень серьёзно заболела и не смогла иметь детей. Его мать Лукресия очень хотела иметь наследника и предложила развод с Анхелой, но Хулио не оставил свою тяжелобольную жену в беде и одиночестве. Анхела предложила Хулио найти себе красивую женщину, чтобы подарить наследника Лукресии Монтесино, не давая развода Хулио. Он согласился и привёл к себе домой красавицу Фернанду, которая выступала под псевдонимом Саломея. Затем Саломея-Фернанда рожает Лукресии наследника Хосе Хулиана и занимает место в особняке Артуро и Лукресии Монтесино. Лукресия ненавидит Саломею, так как её интересовал только наследник, но не все остальные домочадцы. Одним из тех, кто интересовался больше наследством семьи Монтесино был родной брат Анхелы — Диего Дуваль. Он ненавидел как свою родную сестру Анхелу, так и всю семью Монтесино. Диего ждал, когда Анхела умрёт, и всё наследство и особняк семьи Монтесино перейдёт ему. Но когда Анхела умерла, Лукресия не дала Диего ни гроша, а перечислила наследство Хосе Хулиану. Диего поклялся отомстить всей семье Монтесино.
Бето по кличке Фигурин подбросил наркотики Саломее, в результате чего ее задержали. В тюрьме она встретилась со своей родной мамой, которая была тяжело больна и вскоре скончалась. После признания своей вины Бето по кличке Фигурином, Саломея была выпущена на свободу.
Диего Дуваль был арестован по одному из обвинений, но поклялся после освобождения отобрать наследство своей сестры Анхелы.
Панчо, супруг Леонор избивает свою супругу до полусмерти, но просит прощения у нее, она его прощает. Бето по кличке Фигурин предложил Панчо выгодную сделку путем нападения на склад, он соглашается, но об этом узнала полиция и штурмом взяла склад, но Бето по кличке Фигурин подумал, что в полицию свистнул сам Панчо, несколькими выстрелами уничтожил его, после чего стал стрелять в сотрудников полиции, ответным огнем он был тяжело ранен и в полиции признался Леонор, что подставил Саломею с наркотиками и вскоре скончался.
Данни, гомосексуалист-трансвестит, приемный сын Иоланды делает все, чтобы разлучить Давида и Лолу. Он в квартире Лолы режет черную курицу и подвешивает ее сверху. В конце концов, неудовлетворенный желанием покончил с собой из-за безответной любви к Давиду. Лола, бывшая супруга Давида сгорела заживо из-за опрокидывания автомобиля в пропасть. Марта, супруга Ипполито бросила его и двух своих детей и вместе со своим любовником уехала за границу, где и скончалась.
Карисия, подруга Саломеи после разрыва со своим бывшим молодым человеком Лучо спилась и стала алкоголичкой, но благодаря помощи Саломеи, она была определена в клинику и избавилась от алкогольной зависимости.
Давид влюбился одновременно в парня, а также женщину, намного старше его. Парень, узнав о предательстве Давида, покончил с собой выстрелом из пистолета в висок.
Тем временем, в Хуаресе, Саломея выходит замуж за пожилого богатого человека, но вскоре он умирает от инфаркта миокарда, оставив богатое наследство Саломее и троим сыновьям, двое из которых — сыновья Иполито Хосе Мигель и Хосе Армандо, один — наследник Лукресии Монтесино — Хосе Хулиан.
Прошло 20 лет — сыновья Саломее стали намного взрослее и они решили переехать в Мехико и поступили в институт, ректором которого был Хулио Монтесино. Все сыновья Саломеи влюбились одновременно в троих красавиц, двое из которых потеряли обоих родителей — Ромина и Карла. Наталию родители оставили на попечение у родной бабушки. Хосе Армандо влюбился в Наталию, Хосе Мигель — в Ромину, а Хосе Хулиан — в Карлу. Потом выяснится, что Карла — приёмная дочь Хулио Монтесино, но это не останавливает Хосе Хулиана. Он заявляет, что несмотря на то, что Карла является ему двоюродной сестрой, она станет также женой Хосе Хулиана. Тем временем Диего Дуваль торгует наркотиками в институте и на его удочку попадает один из однокурсников трех сыновей Саломеи — Маркос. Он становится опущенным наркоманом, но Хосе Хулиан пытается однокурсника отучить от пагубной привычки. В разгар поучительной беседы о вреде наркотиков мимо них проходит Хулио и обвиняет Хосе Хулиана в употреблении наркотиков и отчисляет его из института, но когда выяснится, что это не так, восстанавливает его в институте.
Диего Дуваль планирует против семьи Монтесино одно изощрённое преступление за другим и на следующее преступление он берет двух молодых людей из салона De Rubi — Хуанито и Серапио. Хуанито и Серапио надевают на лицо маски и похищают троих сыновей Саломеи. Когда Хулио и Саломея приехали к месту назначения, они предлагали выкуп за каждого сына. Получив своё, они не отпустили их, а скрылись на машине к вертолёту, где их ждал Диего Дуваль в маске. Хосе Армандо жестоко избили, и он не смог сесть в вертолёт, и его посадил в свою машину Хулио. Хосе Мигель пытается напасть на Диего в маске, но тот его ранит из пистолета и выкидывает из вертолёта, следом выпрыгивает и Хосе Хулиан. Хосе Мигеля госпитализируют в больницу и спасают ему жизнь. Но это не останавливает Диего Дуваля — узнав, что Хулио и Саломея улетают на своем спортивном самолёте в путешествие, портит двигатель в самолёте и порча двигателя приводит к авиакатастрофе, где страдают Хулио и Саломея. Хулио выживает в авиакатастрофе, но Саломею считают пропавшей без вести и обвиняют Хулио Монтесино в её убийстве и сажают в тюрьму. Спустя некоторое время Хулио освобождают из тюрьмы и он возобновляет поиски Саломеи и находит её в лагере индейцев. Саломею везут в Мехико и определяют в клинику доктора Иниго и спустя некоторое время выписывают. Ребекка Сантос — сообщница Диего Дуваля нанимает сиделку, чтобы та отравила Саломею мышьяком. Сиделку арестовывают за соучастие Ребекки Сантос. Диего Дуваль следит за каждым шагом семьи Монтесино, а также устраивает ловушки многим другим людям.
Диего Дуваль воспитал в Хуанито и Серапио зверей и теперь он хотел видеть своими глазами, как они убивают друг друга. Хуанито стал драться с Серапио, а затем он взял тяжёлый камень и несколько раз ударил Серапио по голове, от которого наступила смерть. Хуанито осознал, что убил своего лучшего друга из-за Диего пытался его застрелить, но Диего Дуваль выхватил свой пистолет несколько раз выстрелил в Хуанито и убил его.
Счастливый день свадьбы наступил — Хулио женился на Саломее-Фернанде. Все были в восторге от нового любовного союза. Вдруг один выстрел перечеркнул счастливую свадьбу. Диего Дуваль, надев на руки женские белые перчатки выстрелил в плечо Артуро Монтесино. Саломея по неосторожности взяла пистолет и Ребекка обвинила Саломею в покушении на Артуро Монтесино. Саломею везут в полицейский участок, однако Маурисио Вальдивия вырывает Саломею из полицейских рук, также берет с собой Карисию и Герейро и отправляется на ранчо его жены Элизабет и закрывает все двери. Маурисио дико хохочет и говорит, что все его жертвы... Артуро Монтесино в больнице пишет имя настоящего убийцы на листочке и умирает. Ребекка Сантос врывается в палату и выкрадывает листок с именем настоящего убийцы.
Начался судебный процесс. Саломея была предварительно признана виновной в убийстве Артуро Монтесино, но Ребекка Сантос сначала обвинила Саломею, а после появившегося духа Артуро Монтесино оправдала её. Диего Дуваль поклялся жестоко отомстить Ребекке Сантос за предательство. Когда Хулио узнал имя настоящего убийцы у него потекли слёзы. Маурисио Вальдивия пришел на процесс с чемоданом. Он сказал, что это-бомба, что может взлететь на воздух суд и все в нём находящиеся, если Саломея не пойдет с ним.
Диего Дуваль заказал следующее преступление против семьи Мотесино Антони Коркере. Они решили обмануть Лукресию Монтесино, когда она отдыхала за границей. Антони Коркера назвался любовником Лукресии и просил поставить подписи на бумаге — оказалось, что Антони с помощью Диего пытался завладеть всем имуществом семьи Монтесино. Лукресия попыталась вернуть отнятое добро, но Антони её жестоко избил, затем исполосовал до крови её лицо. Лукресию отправили в больницу, а Хулио отправился на встречу с Антони вместе с Гильермо и полицией. Увидев Антони, Хулио принялся его избивать, и избил до крови. Затем, они увидели убегающие Диего Дуваль и Ребекку Сантос и принялись догонять их, но Диего скрылся. Ребекка Сантос погибла в машине-рефрижеракторе, т.к Диего Дуваль запихнул её в кузов и включил холод, от которого она замерзла и превратилась в ледышку. Антони Коркера был обвинен и затем был убит в тюремной камере за поножовщину с заключённым.
Салон De Rubi был вновь открыт, но спустя какое-то время Диего Дуваль ранит Карисию и Саломею и их отправляют в больницу, а Маурисио Вальдивия достает бензин и спички и поджигает место, где укрывался Диего Дуваль. Диего Дуваль сгорает в адском пламени, но чудом остается в живых благодаря знахарке, которая вылечила его глубочайшие ожоги. Саломея становится донором Карисии. Операция проходит успешно, но у Карисии случается клиническая смерть, которая продолжалась несколько дней. Медперсонал подумал, что Карисия умерла и тело Карисии положили в гроб. На прощание с Карисией в церковном соборе собралось очень много народу. Готовились выносить гроб на всеобщее обозрение и вдруг случилось чудо — Карисия очнулась прямо перед подачей гроба для прощания и зрители не увидели ни гроба, ни чудесного воскрешения Карисии. Спустя какое-то время после чудесного спасения, в этом же церковном соборе Нельсон и Карисия венчались и стали супружеской парой. У них подрастал приёмный сын Герейро.
Супруга Хосе Армандо Наталия умерла во время операции, которую блестяще провел Хосе Мигель, но подарив своему супругу очаровательную и здоровую дочь. Шлюха и развратница Ирма пыталась продать своего новорождённого ребёнка, но была задержана в аэропорту в момент продажи ребёнка. Выяснился отец новорождённого ребёнка Ирмы — Роберто. Ирму сажают в женскую тюрьму. Мауро — сын Роберто объясняется Моне в любви.
Хосе Хулиана похищает Диего Дуваль и отвозит на стройку и сообщает Хулио. Хулио приехал на стройку и начал рукопашную дуэль с Диего. Диего пытается избить Хулио и Хосе Хулиана, но сам проваливается вниз и попадает на железные колы, которые протыкают тело Диего насквозь, что становится причиной мучительной гибели злодея. Кошмар кончился — главный злодей Диего Дуваль получил жестоко сполна.
Наследство Анхелы Монтесино делят между собой Хосе Хулиан, Хосе Мигель и Хосе Армандо — как три мушкетёра. В заключение все герои теленовеллы собрались в салоне De Rubi, где Саломея, Карисия, все герои, а также мексиканская группа спела песню из второй заставки. Абель знакомит Хосе Армандо со своей дочерью...

## Новеллы — продолжения

### «Прощай, Саломея»
Украинская писательница Надежда Гатина написала продолжение к этому телесериалу в 2013 году.
После всего случившегося, все влюбленные пары сумели сыграть свои свадьбы и обзавестись потомством. Карисия становится звездой и братья Начо и Чаво тоже добиваются славы и богатства. Хосе Армандо женился на Андреа, дочери Абеля, а его бывшая теща и её мать погибают в катастрофе. Андреа становиться хорошей второй мамой для дочери Хосе Армандо и так же дарит мужу второго ребёнка. Неожиданно после страшного случая на стройке остается в живых Диего Дуваль. Его спасает внебрачный сын Самуэль и затем они помирились и продолжили мстить. Первым делом, Диего пробирается в клинику для душевнобольных и кончает с Маурисио Вальдивией из-за жажды отомстить за себя. Затем он, через время, появляется и доводит до сердечного приступа Лукресию Монстесино, от которого она умерла. И борьба вновь продолжается. Фернанда и Хулио, испугавшись за детей и внуков, все же передают Диего деньги за проданный дом Лукресии. Так же жаждит отомстить Мерседес, за то, что Карла все же заняла её место рядом с Хосе Хулианом. Диего в конце концов умирает от рук Маркоса, жаждущего мести за наркотики. Маркос даёт ему выпить яд. Однако сын его после этого не сдается и продолжает мстить за отца. Мерседес попадает в тюрьму за попытку убийства, а Ирма через несколько лет выходит и пытается вернуть сына. Самуэль, продолжавший мстить объединяется с ней и ей помогает, но их попытки терпят неудачи. В конце главная героиня — Фернанда(Саломея), пережившая большое количество страданий, умирает от рака легких.

## Создатели сериала

### Актёрский состав

#### В главных ролях
| Актёр (актриса); год рождения; годы жизни | Роль                       | Характер персонажа |
| ----------------------------------------- | -------------------------- | --- |
| Ямиле Болахесен                           | Саломея-Фернанда (ребёнок) | |
| Эдит Гонсалес† (1964-2019)                | Саломея-Фернанда           | в романе «Прощай, Саломея» скончалась от рака |
| Гай Эккер (1959)                          | Хулио Монтесино            | |
| Себастьян Лигарде (1954)                  | Диего Дуваль               | брат Анхелы, главный злодей теленовеллы, погиб на стройке во время падения на железные пики. Но в романе «Прощай, Саломея» выжил и продолжил мстить вместе с сыном Самуэлем, затем погиб от рук Маркоса Гарсии |
| Моника Санчес (1969)                      | Анхела Дуваль де Монтесино | супруга Хулии Монтесино, скончалась от рака |

#### В остальных ролях и эпизодах
| Актёр (актриса); год рождения; годы жизни                  | Роль                      | Характер персонажа |
| ---------------------------------------------------------- | ------------------------- | --- |
| Мария Рубио (1934-2018)†                                   | Лукресия Монтесино        | мать Хулии Монтесино, стала инвалидом из-за обмана Антони Коркеры, который жестоко избил её и исполосовал её лицо до крови пряжкой от железного ремня, в романе «Прощай, Саломея» скончалась от сердечного приступа, до которого её довел Диего Дуваль |
| Аарон Эрнан (1931-2020)†                                   | Артуро Монтесино          | супруг Лукресии и отец Хулио, скончался в больнице от ран, полученных от выстрела Диего Дуваля |
| Патрисия Рейес Спиндола (1953)                             | Манола                    | старшая прислуга особняка Монтесино, в конце романа «Прощай, Саломея» скончалась в старости |
| Рауль Рамирес (1927-2014)†                                 | Иниго                     | доктор |
| Хулиан Браво (1956)                                        | Гильермо                  | близкий друг и деловой партнёр Хулии Монтесино |
| Роберто Вандер (1950)                                      | Маурисио Вальдивия        | помещён пожизненно в сумасшедший дом из-за тяжёлого психического шизоидного расстройства с преступными навязчивыми умыслами, жестоко убит Диего Дувалем в романе «Прощай, Саломея»                                                                     |
| Хайме Гарса (1954-2021)†                                   | Ипполито                  | |
| Пати Диас (1976)                                           | Марта                     | бывшая супруга Ипполито, скончалась за границей |
| Тео Тапия (1948)                                           | Густаво                   | трагически погиб в авиакатастрофе вместе со своей супругой Лаурой |
| Кэти Барбери (1971)                                        | Лаура                     | трагически погибла в авиакатастрофе вместе со своим супругом Густаво |
| Летисия Пердигон (1956)                                    | Лола                      | сгорела заживо в автомобиле, при падении его в пропасть |
| Нюрка Маркос (1967)                                        | Карисия                   | |
| Росита Пелайо (1958-2023)†                                 | Кикис                     | |
| Артуро Гисар (1950)                                        | Абель                     | администратор салона De Rubi |
| Хосе Мария Торре                                           | Хосе Армандо              | родной сын Ипполито и Марты, приёмный сын Хулио Монтесино и Саломеи |
| Эрнесто Д’Алессио                                          | Хосе Мигель               | родной сын Ипполито и Марты, приёмный сын Хулио Монтесино и Саломеи |
| Рафаэль Амайа                                              | Хосе Хулиан               | родной сын Хулио Монтесино и Саломеи |
| Алехандра Прокуна                                          | Ребекка Сантос            | коварная злодейка, была заморожена насмерть Диего Дувалем в автомобиле-рефрижераторе |
| Родриго Видаль (1972)                                      | Данни                     | родной сын Иоланды, гомосексуалист-трансвестит, покончил с собой путём повешения из-за безответной любви к Давиду |
| Юлиана Пениче (1981)                                       | Моня                      | невеста Мауро |
| Жаклин Арройо                                              | Ирма                      | проститутка, получила тюремный срок за попытку продажи своего ребёнка, в романе «Прощай, Саломея» пыталась похитить сына, но вернулась за решетку |
| Алеcсандра Росальдо (1971)                                 | Карла                     | родная дочь Густаво и Лауры, приёмная дочь Хулио Монтесино, невеста Хосе Хулиана |
| Тхайли Амескуа                                             | Ромина                    | родная дочь Давида и Лолы, приёмная дочь Леонор, племянница Кикис, невеста Хосе Мигеля |
| Кельче Арисменди                                           | Наталия «Нати»            | супруга Хосе Армандо, скончалась во время родов |
| Илиана де ла Гарса (1950-2025)†                            | Леонор                    | вдова Панчо |
| Оскар Травен (1949-2024)†                                  | Антони Коркуэра           | мошенник-ловелас, избивший и исполосовавший лицо Лукресии Монтесино, убит сокамерником из тюрьмы |
| Роберто Паласуэлос (1967)                                  | Бето по кличке «Фигурин»  | бандит, убивший Панчо и тяжело раненный полицией, скончался в больнице, сознавшись в том, что подставил Саломею с наркотиками |
| Андрес Гарсия—младший                                      | Виктор                    | коллега и любовник Марты |
| Марко Уриель (1967)                                        | Роберто                   | |
| Марко Мендес                                               | Леон                      | сын инспектора полиции, скончался в больнице от передозировки наркотиков, которые его заставил выпить Диего Дуваль |
| Карлос Эдуардо Рико                                        | Пиро                      | |
| Милтон Кортес                                              | Давид по кличке «Матадор» | бывший супруг Лолы, активный гомосексуалист, скончался в больнице от СПИДа |
| Лаура Монтальво                                            | Карлота                   | |
| Дамиан Мендиола                                            | Мауро                     | жених Мони |
| Сульи Кейт                                                 | Росарио                   | |
| Констанца Фернандес                                        | Ядира                     | убита Ребеккой Сантос за завещание для Ромины путём поножовщины |
| Сильвия Эухения Дербес                                     | Бренда                    | адвокат Лукресии Монтесино |
| Пабло Ченг                                                 | Вилли                     | |
| Мигель А. Кардиель                                         | Сарапио                   | убит Хуаном Пересом путём удара тяжеленным камнем по голове по заказу Диего Дуваля |
| Хорхе Бренан                                               | Начо                      | |
| Антонио Бренан                                             | Чава                      | |
| Эдгар Понце (1972-2005)†                                   | Хавьер                    | бывший жених Кикис |
| Патрисия Рамирес                                           | Патрисия                  | |
| Кристиан Руис                                              | Альдо                     | сын Маурисио Вальдивии и Элисабет |
| Джессика Сегура                                            | Эстрелита                 | |
| Карлос Мигель Хаворд                                       | Герейро                   | приёмный сын Карисии |
| Росио Валансуэла                                           | Арасели                   | |
| Ядира Виктория                                             | Ана                       | секретарша Хулио Монтесино в его офисе, погибла в ловушке Диего Дуваля, которую он приготовил для Хулио путём увеличении частоты тока в компьютере |
| Эктор Альварес                                             | Гарри                     | |
| Кармен Бесерра                                             | Диана                     | |
| Антонио Муньос                                             | Кардона                   | Падре |
| Хорхе Ван Ранкин                                           | Нельсон                   | супруг Карисии |
| Хулио Эскалеро                                             | эпизод                    | |
| Иоланда Монтес (1932-2025)†                                | Иоланда                   | хозяйка салона De Rubi, мать Данни |
| Хуан Империо                                               |                           | Анимадор |
| Фернандо Роблес                                            | Панчо                     | супруг Леонор, убит Бето по кличке «Фигурином» во время нападения на склад |
| Тельма Тиксу                                               | Тепороча                  | |
| Хосе Кантораль                                             | Лучо                      | бывший любовник Карисии, в конце телесериала пришёл в реабилитационный центр, где Карисия вылечилась от алкоголизма, судя по всему, стал наркоманом, в романе «Прощай, Саломея» покончил с собой                                                       |
| Ромина Ивана Пасос                                         | Лупита                    | |
| Карлос Гонсалес                                            | Кайро                     | |
| Луис Ромо                                                  | Маноталь                  | |
| Дамиан Сарка                                               | Диенте де Оро             | |
| Лео Наварро                                                | Каритас                   | |
| Хулиан Пастор                                              | Аранго                    | адвокат |
| Кармен Молеро                                              | Адела                     | |
| Серхио Хименес (режиссёр-постановщик сериала) (1937-2007)† | Аранго                    | судья |
| Мартин Эрнандес                                            | Аркадио                   | |
| Хосеба Иньяки                                              | Хусто                     | |
| Хамен Гомес                                                | Чиво                      | |
| Хесус Ферса                                                | Эстевас                   | доктор |
| Роси Кальдерон                                             | Роси                      | |
| Хулио Баркин                                               | имя неизвестно            | директор |
| Данисс Падилья                                             | Дэнисс                    | задушена Диего Дувалем в номере отеля |
| Мария Прадо                                                | Нина                      | |
| Армандо Гуйнуньес                                          | Николас                   | |
| Григорио Ресендес                                          | Вьехо                     | |
| Марко Антонио Солис                                        | Маркос                    | вылечился от наркомании, был уничтожен сыном Диего Дуваля в романе «Прощай, Саломея» |
| Роберто Руй                                                | Сохо                      | |
| Моисес Суарес                                              | Херман                    | |
| Рикардо Вера                                               | Марин                     | доктор |
| Хосе Вильяр                                                | Портеро                   | |
| Жаклин Вольтер (1948-2008)†                                | имя героини неизвестно    | любовница Давида |
| Сусана Сабалета                                            | Сусана                    | |
| Белинда дель Вильяр                                        | имя неизвестно            | тощая темноволосая девушка |
| Лорена Альварес                                            | Луиса                     | |
| Исабель Бенет                                              |                           | |
| Ракель Бикорра                                             | имя неизвестно            | заключённая женской тюрьмы |
| Вьелса Валенсуэла                                          | имя неизвестно            | заключённая женской тюрьмы |
| Мишель Бос                                                 | имя героя неизвестно      | директор реабилитационного центра |
| Хулио Камехо                                               |                           | |
| Марио Касильяс                                             | Родриго Лавалье           | пожилой супруг Саломеи-Фернанды, скончался от сердечного приступа, дав свою фамилию Саломее и её детям |
| Лос Жуан                                                   |                           | |
| Мартин Муньос                                              |                           | |
| Густаво Негрете                                            | Орландо                   | |
| Алейда Нуньес                                              |                           | |
| Иван Саума                                                 | Мартинес                  | |
| Ильда Агирре                                               | Нери                      | |
| Агустин Арана                                              | Рауль                     | |
| Артуро Муньос                                              | Маргарито                 | |
| Родриго Нери                                               | Педро Леон                | инспектор полиции |
| Альберто Салаберри                                         | Хуан «Хуанито» Перес      | уничтожен Диего Дувалем после убийства Хуаном Серапио |
| Клаудия Сильва                                             | Ева                       | арестована за попытки отравить Саломею мышьяком по поручению Ребекки Сантос |

### Административная группа
- Либретто

Оригинальный текст — Артуро Мойя Грау
Телевизионная версия — Марсия дель Рио
- Режиссура

Режиссёр-постановщик — Серхио Хименес
- Операторская работа

Оператор-постановщик — Хильберто Масин
Монтажёр — Рикардо Родригес
- Музыка

Композиторы — Алехандро Анхель Браво, Рубен Сепеда, Чачо Гайтан
Вокал — Группа Los Temerarios, Марко Антонио Солис, Нюрка Маркос
- Художественная часть

Художник-постановщик — Рафаэль Брисуэла
Костюмеры — Габриэла Чавес, Россана Мартинес, Мици
- Администраторы

Генеральный продюсер — Хуан Осорио Ортис
Ассоциированный продюсер — Рамон Ортис

## Награды и премии
Телесериал Страсти по Саломее был номинирован 8 раз на премии TV Adicto Golden Awards и TVyNovelas, из которых победил в трёх:
- В первой премии победу одержал продюсер Хуан Осорио Ортис за лучший музыкальный номер.
- Во второй премии лучшими стали Нюрка Маркос и Родриго Видаль в номинации лучшие актёры второго плана.

## Саундтреки
1. Si Tu Quisieras — Группа Los Temerarios (медленная версия)
2. Si Tu Quisieras — Группа Los Temerarios (быстрая версия)
3. Si no te hubieras ido — Марко Антонио Солис